# 795

## Esdeveniments
- Es va crear la marca hispànica unint els comtats de Girona, Cardona, Osona i Urgell, dins el ducat de Septimània.[cal citació]
- El bisbat d'Urgell s'incorpora a l'arquebisbat de Narbona.